# Matthias Schwarzbacher
Matthias Schwarzbacher (Brezno, 22 december 2005) is een Slowaaks wielrenner en voormalig veldrijder die sinds 2025 bij de opleidingsploeg van UAE Team Emirates-XRG rijdt.

## Carrière
Als junior nam Schwarzbacher deel aan wedstrijden in het veld en won meerdere nationale wedstrijden. Hij nam tevens deel aan de WK voor junioren. Sinds 2023 legt hij zich volledig toe tot het wegwielrennen. In datzelfde jaar eindigde hij op een tweede plek op het Slowaaks kampioenschap op de weg, hij moest enkel Simon Gottstein voor zich laten. Een jaar later werd Schwarzbacher nationaal kampioen tijdrijden bij de beloften, even later werd hij tweede bij de elite op het zelfde onderdeel. In 2024 reed hij bij zijn eerste professionele wielerploeg, het Tsjechische ATT Investments.
Voor het seizoen van 2025 tekende hij een contract bij UAE Team Emirates Gen Z, dat dient als opleidingsploeg voor UAE Team Emirates-XRG. In het begin van dat seizoen mocht Schwarzbacher deelnemen aan eendaagse wedstrijden op Spaanse bodem namens de hoofdmacht. Begin maart won hij namens de opleidingsploeg zijn eerste eendagswedstrijd, de Trofej Umag. Door te winnen in de sprint van een grote groep zag hij de Italiaan Filippo Fortin en de Pool Tobiasz Pawlak naast zich staan op het podium.

## Overwinningen
2023
 Slowaaks kampioenschap op de weg, junioren
2e etappe Medzinárodné dni cyklistiky Dubnica nad Váhom
Punten- en eindklassement Medzinárodné dni cyklistiky Dubnica nad Váhom
2024
Slowaaks kampioen tijdrijden, beloften
 Slowaaks kampioenschap tijdrijden, elite
Jongerenklassement Ronde van Szeklerland
Proloog Ronde van West-Bohemen
2025
Trofej Umag
1e etappe Giro Next Gen
 Slowaaks kampioen tijdrijden, elite

## Ploegen
- 2024 –  ATT Investments
- 2025 –  UAE Team Emirates Gen Z